# Tobias Bayer
Tobias Bayer (* 17. listopadu 1999) je rakouský cyklista jezdící za UCI WorldTeam Alpecin–Deceuninck.

## Hlavní výsledky
2019
Národní šampionát
5. místo silniční závod
9. místo Croatia–Slovenia
Giro del Friuli-Venezia Giulia
10. místo celkově
2020
Národní šampionát
 vítěz časovky do 23 let
Giro della Friuli Venezia Giulia
7. místo celkově
2021
Národní šampionát
 vítěz časovky do 23 let
4. místo silniční závod
Boucles de la Mayenne
9. místo celkově
Mistrovství Evropy
10. místo silniční závod do 23 let
Mistrovství světa
10. místo silniční závod do 23 let
2022
3. místo Brussels Cycling Classic
Národní šampionát
5. místo časovka
2023
Národní šampionát
3. místo časovka

### Výsledky na Grand Tours
| Grand Tour      | 2021 | 2022 | 2023 | 2024 |
| --------------- | ---- | ---- | ---- | ---- |
| Giro d'Italia   | —    | 100  | —    | 96   |
| Tour de France  | —    | —    | —    |      |
| Vuelta a España | DNF  | —    | 141  |      |

| —   | Nezúčastnil se |
| DNF | Nedokončil     |